# 毛泽东早年生涯

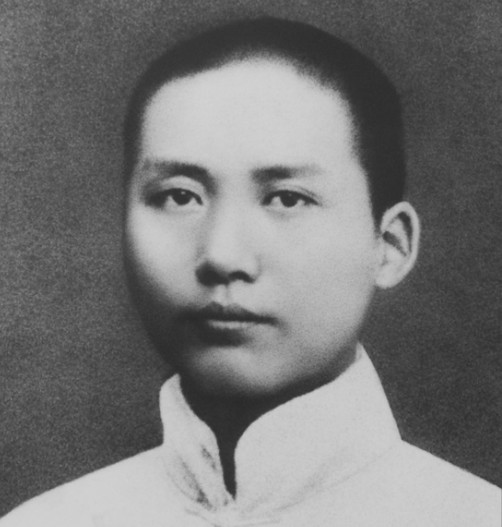
毛攝於1919年。

毛泽东的早年生涯敘述毛泽东从1893年12月26日出生到1921年7月参加中国共产党第一次全国代表大会这段时间里的生活，主要是他在学校的求学生涯。
1911年，毛泽东当兵时在中国社会党人创办的《湘汉新闻》上第一次看到“社会主义”一词，接着又读了中国社会党党魁江亢虎写的社会主义小册子，对社会主义产生了浓厚兴趣。新文化运动后，毛泽东逐渐开始拥护无政府主义；在北大时，他还常与区声白讨论无政府主义。直到1920年夏天，毛泽东才开始接受、传播马列主义思想。1956年，毛泽东同外宾谈话时提到：“当时（1900年代初期）我还是相信神的，后来又曾经是唯心主义者、无政府主义者。”

## 家世

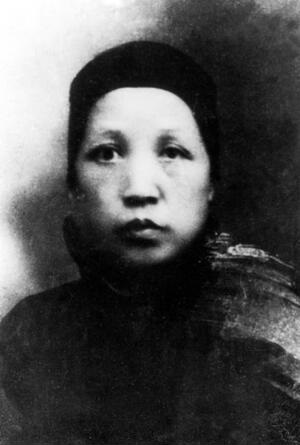
毛的母亲文七妹。

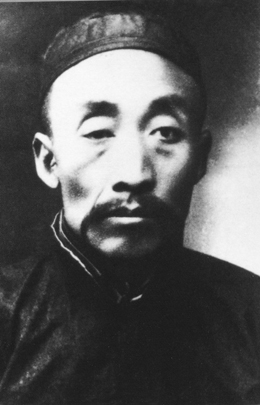
毛的父亲毛贻昌。

毛澤東的祖父毛恩普，字寅賓，一生貧苦，勤勞厚道:1。父親毛貽昌，字順生，原為貧農，曾因負債被迫當兵多年；治家謹嚴，善於經營，由貧農變為中農，後又成為富農；性情暴躁，對子女嚴厲:1。明朝開國時，始祖毛太华隨軍远征南澜沧，在當地娶妻生子；明朝洪武十三年（1380年），毛太华年老移居湖南湘乡县；10年後，兩個儿子遷到湘潭县韶山冲:9。毛贻昌原本是一个贫苦的农民，读过两年书，10岁时，毛贻昌和文七妹订婚，14岁时，毛贻昌的母亲去世，15岁时，毛贻昌和18岁的文七妹结婚:1-2。母親文素勤（文七妹），勤儉持家，敦厚慈祥，和善好施，樂於助人:1。
毛贻昌16岁时加入湘军，原因是负债过多，后回家务农和作小生意，累积了一点钱，买回了自己的土地，早年，毛贻昌和文七妹生了二个儿子，但是不幸夭折，后来生了两个女儿也不幸夭折:46。毛澤東出生时，毛贻昌已经有了15亩地，成了中农，每年可以收60担谷，当时他们家一共5口人，毛贻昌、文七妹、祖父毛恩普、弟弟毛泽民，一家五口人一年吃35担谷，可以剩余25担谷，毛贻昌利用剩余的稻谷，又买了7亩地，这时候他爷爷去世了，而家里变成了富农，每年可以收获84担谷，而此时也增加了一个弟弟毛泽覃，每年剩余稻谷49担:46。毛贻昌早年不信佛教，有一天在路上遇到一只老虎，老虎没有咬他，反而逃走了，毛贻昌认为是神佛保佑，才开始信奉佛教:50:4-5。毛贻昌是一个中农的时候就开始贩卖稻谷，逐渐成为富农，并且家里雇了长工，6岁时，毛澤東就开始和家里人一起在地里干活，并且开了“毛义顺堂”的股票，他克勤克俭、精打细算，粮食和生猪生意非常红火:46:1-2。
毛的母亲叫文其美，湘乡县文芝仪的女儿，真名文素勤，俗称文七妹，不识字，文七妹心地善良，慷慨厚道，虔诚信佛，吃观音斋，初一十五带着毛澤東到凤凰山去拜佛烧香，经常接济穷人，施舍财物，前提是毛贻昌不在场:48:4-5。毛澤東的外婆贺老太太生育两子三女，长子文玉瑞，次子文玉钦，大女嫁给钟家，二女嫁给王家，满女七妹嫁给韶山土地冲毛家毛贻昌:3。
1893年（清光绪十九年）12月26日，毛澤東出生于湖南省湘潭县韶山冲（今湖南省湘潭市韶山市）南岸上屋場:1。农民家庭，乳名“石三伢子”。毛澤東幼年大部分時間在湘鄉唐家圫外祖父家度過；外祖父家四世同堂，務農為業，生活富裕；毛澤東同表兄弟生活，6歲開始作些田間零星勞動；因受母親影響，幼年曾信佛:1。童年時代的毛澤東雖然接受傳統教育，但卻對其不甚以為然，在性格中也有著叛逆、不甚循規蹈矩的一面。《世界英傑傳》等著作也對毛澤東有著顯著影響，他對外部世界的了解使其厭倦單純的在地勞動，希望得到接受教育、獲取知識的機會。毛澤東早期受到多種思想影響。從6歲起，毛澤東就要拔草、放牛、拾糞、砍柴，識字後要幫忙記賬:10。

## 文正莹私塾
8岁时，毛澤東开始在韶山冲附近的私塾小学堂读书，一直读到13岁，先后有6个老师教过他，也正是在私塾的学习，培养了他对中国历史和中国文化的兴趣。除了读书时间，大部分时间他都在地里干活，学堂教的是孔子的《论语》和《四书》:47。毛澤東的启蒙老师文正莹是毛澤東的亲二舅，毛澤東称他叫“八舅父”，他的工作是开私塾，教育族中子弟识字读书。文正莹教会了毛《三字经》、《百家姓》、《千字文》和《六言杂诗》，并且经常借报刊图书给毛:47:3-6。毛澤東熟读经书，但是并不喜欢它们，他喜欢阅读中国古代小说，虽然它们当时是清朝的禁书，《精忠传》、《水浒传》、《隋唐演义》、《三国演义》和《西游记》这些禁书都被他熟读，并且和同学反复讨论:47:3-6:2-3。后来毛澤東回家乡私塾读书时，送给他一本《康熙字典》。

## 南岸私塾
1902年春，毛澤東從唐家圫外祖父家回到韶山，入南岸私墪讀書，啟蒙教師鄒春培，先讀《三字經》，接着讀《幼學瓊林》、《論語》、《孟子》、《中庸》、《大學》；毛澤東記憶力強，能口誦心解，領悟很快；在學字以後，父親便要毛澤東習珠算，並繪家裡記帳:2。毛贻昌把毛澤東接回韶山冲，老师是邹春培，绰号叫“省先生”，由于毛澤東调皮捣蛋，一日，邹春培出对联考他，他说“濯足”，毛澤東回答“修身”；邹春培接着说“牛皮菜”，毛澤東回答“马屎苋”。邹春培后来跑到毛贻昌那里说：“润之了不得啊，他的才学比我高，我已经教不了啦。”:6-8
1903年，毛澤東10岁，这年，他因为逃学不敢回家，又害怕父亲责打他，便往湘潭县县城跑，跑了三天，才跑出8里路，就被家人找到带回了家:47:3。

## 毛润生私塾
1904年秋，毛澤東到韶山關公橋私墪讀書，塾師毛詠生:3。毛澤東在韶山关公桥私塾毛润生处读了半年私塾:47。

## 毛宇居私塾
1905年春，毛澤東就讀於韶山橋頭灣、鍾家灣私塾，塾師周少希:4。13岁时，在一次家宴上，毛贻昌点名道姓骂儿子毛澤東懒惰无用，两人当着客人吵了起来，随后毛澤東离家出走，毛澤東跑到一个池塘边，威胁父亲跳下去寻死，毛贻昌提出毛澤東磕头认错，最后，毛澤東跪一条腿磕头认错告终:47:1。同年，毛澤東离开了私塾，回到家中，白天在地里帮忙干活，晚上帮父亲记账，闲暇时间如饥似渴的阅读能够找到的一切书籍，父亲责备他懒惰，他则引经据典“父慈子孝”等来反驳他:47。晚上，毛澤東用被子罩住窗户读书，这时候，毛澤東熟读了一本叫《盛世危言》的书籍:47:7-10。这本书介绍了西方先进的科学，铁路、电话、电报、轮船等，激起了毛澤東的求知欲望，他和父亲提起恢复学业的事情，遭到父亲的反对，为此，他离家出走:47。1906年秋，毛澤東到韶山井灣里私塾讀書，塾師毛宇居；毛澤東在私塾裡繼續讀四書五經，並開始練習書法；毛澤東不很喜歡讀經書，喜歡讀中國古代傳奇小說，曾讀過《精忠傳》、《水滸傳》、《三國演義》、《西游記》、《隋唐演義》等:5。
这一年，长沙发生了饥荒，成千上万的饥民四处乞讨，并且把巡抚衙门给攻陷了，随后，一个姓庄的布政使来安抚饥民，却被革职查办，一个新的巡抚随即上任，他逮捕了一批闹事者，斩首示众，这个消息传到学校，引发了毛澤東和学生们的同情和不平:51。1906年12月，萍浏醴起义在湖南爆发，毛泽东后来在1965年回忆：“我的人生第一课也是阶级斗争。1906年底这条铁路上萍乡、浏阳、醴陵等地爆发了起义。声势很大，涉及周围十几个县，衡山、平江、万载、宜春、修水，好几万人，连韶山小山沟都震动了，我父亲做小生意半路打道回府。可惜不到一个月起义失败了。火车运来清军，抓住造反的人，挖心而食，杀人像割稻子一样。起义军有个领袖叫刘道一，是个同盟会会员，二十多岁，后被人出卖，宁死不屈，头被砍了四次才落下，惨烈得很。我从小印象最深的就是这件事，官逼民反。1920年11月，利用一次休假到株洲、醴陵、萍乡进行考察，对这次萍浏醴起义的爆发和失败有了新认识。”

## 东山小学
1907年至1908年，毛澤東停學在家務農，白天同成年人一起在田間勞動，晚間替父親記帳；雖然輟學，仍繼續讀書；期間從表兄文運昌處借書，有鄭觀應《盛世危言》、馮桂芬《校邠廬抗議》等:6。14岁时，毛澤東老师李漱清送给他一本瓜分中国的小册子《支那瓜分之命运》，书中提到“呜呼！中国其将亡矣！”:49-51书中介绍了大日本帝国占领朝鲜、台湾的经过，也介绍了大英帝国占领缅甸、法国占领越南的史实，这本书激发了毛澤東的救国意识:49-52。1909年秋，毛澤東復學，在韶山烏龜井私塾就讀，塾師毛岱鐘（以訟筆著稱於韶山一帶）:7。毛贻昌送毛澤東湘潭的一家米店去做学徒，但是毛澤東提出要上学，学堂在湘乡县，名叫“湘乡东山小学”，并且学堂里毛澤東的一个表哥王季范也在那读书，起初毛贻昌反对此事，经过王季范的劝说和八舅捐助学费才同意。到湘乡东山小学读书前，毛澤東留给父亲毛贻昌一首《呈父亲》表明志向。
毛澤東跟着表哥去学堂报了到，缴纳了1400个铜圆的学费和膳食费等。:52-53毛澤東的表哥送给他一本梁启超编纂的《新民丛报》，激发了他对梁启超和康有为的崇拜。在学堂，毛澤東读了一本《世界英杰传》，使他知道了乔治·华盛顿、彼得大帝、惠灵顿、卢梭、孟德斯鸠和林肯等伟人的事迹和故事。:52-53:12-14同年，毛贻昌为毛澤東娶了一个妻子罗一秀，但至1910年2月罗一秀逝世，毛澤東都没有和她圆房。:200 在东山小学里，有一个留学日本归来的教员（毛泽东自传称他为：假洋鬼子），他会和毛澤東谈起留学日本期间日本的情形，他教音乐和英文，还教过一首日本歌《黄海之战》，毛泽东认为下面这几句歌词很美，但又从这歌曲中感觉到它对于战胜俄国的光荣和武功的发扬，没有想到还有一个野蛮的日本，也就是我们以后所知道的野蛮的日本。

## 东茅塘私塾
1910年春，毛澤東到韶山東茅塘一位秀才毛麓鐘（在蔡鍔部下供過職）家裡讀書，選讀《綱鑒類纂》、《史記》、《漢書》等古籍:8。4月，湖南糧荒，長沙饑民到湖南巡撫衙門示威要求平糶救災，被巡撫激怒，沖進衙門，砍斷旗桿，嚇走巡撫；後饑民暴動遭鎮壓，許多人被捕殺；毛澤東和同學們對此事議論多日，對“謀反者”所受冤屈深感不平；給毛澤東留下很深印象:8。
1910年秋天，毛澤東離開韶山到湘鄉縣附近的東山小學堂讀書，臨行前改寫一首詩夾在父親的賬簿裡：「孩兒立志出鄉關，學不成名誓不還。埋骨何須桑梓地，人生無處不青山。」:14
秋，毛澤東考入湘鄉縣立東山高等小學堂讀書；毛澤東很長進，寫得一手好文章，受到校長和教員們特別是國文教員喜歡；國文教員賀嵐崗買《了凡綱鑒》送給毛澤東；毛澤東對表兄文運昌借給《新民叢報》連載之梁啟超《新民說》，看得非常用心:8-9。老师毛麓钟是堂伯父，辅助毛澤東学习了中国古典诗词和梁启超的《新民丛报》。:12

## 湘乡驻省中学堂
1911年春，毛泽东经由东山小学堂到长沙的湘乡驻省中学任教的贺岚冈老师介绍，考入湘乡驻省中学堂读了半年书。在校期间，他第一次读到了革命派主办的《民立报》，读到了黄花岗起义的新闻，跃跃欲试。之后，毛泽东写了一篇文章，贴在学校的墙上。他在文章中提到，“把孙中山从大日本帝国请回来当新政府的总统，康有为当国务总理，梁启超当外交部长！”:55-57:14-165月，國內掀起反對清政府出賣鐵路權之運動；毛澤東和同學一起捲進鬥爭潮流；毛澤東和另一同學首先剪去辮子，並強制10幾個人也剪掉辮子:10。武昌起义爆发后，毛泽东决定投笔从戎去武汉加入革命军。但在十月二十四日湖南军政府成立后，他改变主意，就近加入了长沙的湖南新军。:11-12

## 长沙参军
10月10日武昌起義後，長沙城內緊張，湖南巡撫宣布戒嚴；一天，革命黨人到湘鄉駐省中學激烈講演，號召建立民國；四五天後，毛澤東決心投筆從戎；10月22日長沙起義，湖南獨立；月底毛澤東參加駐長沙起義新軍第二十五混成協五十標第一營左隊當列兵；在軍隊認真接受軍事訓練，重視研究時事和社會問題，每月餉銀大都用於購買報紙，貪讀不厭；從《湘漢新聞》上，第一次看到新名詞「社會主義」:11。北京的袁世凯和南方的孙中山达成议和后，湘军原本打算攻打袁世凯的计划落空，毛澤東认为革命已经结束，便退出了军队，他当了半年的兵:55-57。

## 省立第一中学与图书馆自修
1912年3月10日，袁世凱在北京就任臨時大總統，毛澤東認為革命已經結束，退出軍隊，決定繼續求學；毛澤東在專業選擇上，舉棋不定，變換再三，先後報考警察學堂、肥皂制造學校、法政學堂、商業學堂、公立高級商業學校:12。退役之後，毛澤東「曾經受到报章廣告的吸引而投身警校，可是在他註冊入學之後，卻又看到另一則肥皂制造学校的廣告而改變主意。」因為該学校除了“不收学费、供食宿还有津贴”，因此毛澤東花了一個銀元的註冊費便獲准入學:59-61:17。「後來又受到朋友的慫恿」，说国家处于经济战争之中，需要经济学家，他「分別以一個銀元1元投考法律學校以及商科分校」去读书，「但是最終因为学校以英语」授课，毛泽东不懂英语，「在入读一个月後」，在月底「中途退学」:59-61:18。到最後，他「回到湖南老家投考當地有名的」湖南省立第一中学，花费报名费1元，結果在入学考试中「以卓越的成績——其中文作文更獲甲等而獲校方取錄」，名列第一。最後以第一名成績考入湖南全省高等中學校（後改名省立第一中學）。6月份，学校举行作文比赛，毛澤東的《商鞅徙木立信论》独占鳌头，国文教员柳潜点评说：“实切社会立论，目光如炬，落墨大方，恰似报笔，而义法亦入古。逆折而入，笔力挺拔。历观生作，练成一色文字，自是伟大之器，再加功候，吾不知其所至。力能扛鼎，积理宏富。有法律知识，具哲理思想，借题发挥，纯以唱叹之笔出之，是为压题法，至推论商君之法为从来未有之大政策，言之凿凿，绝无浮烟涨墨绕其笔端，是有功于社会文字。”
由于学校的课程有限和校规麻烦，毛澤東在学校读了6个月就退学了，他定了一个自修计划，每天到湖南省立图书馆去看书，从每天早晨图书馆开门到关门，他都在图书馆度过，中午吃两块米糕，晚上住在湘乡会馆，一直持续了半年:59-61:20-25。同年秋，由於第一中學課程有限，毛澤東認為在校學習不如自學，便退學寄居在湘鄉會館，每日到湖南省立圖書館讀書；在半年中，廣泛涉獵18、19世紀歐洲社會科學和自然科學書籍；讀了嚴復譯亞當·斯密《原富》，孟德斯鳩《法意》，盧梭《民約論》，約翰·穆勒《穆勒名學》，赫胥黎《天演論》和達爾文關於物種起源的書，還讀俄、美、英、法等國的歷史、地理書籍，以及古代希臘、羅馬的文藝作品；在圖書館第一次看到世界大地圖，興趣很大，反復細看，受到啟發:13。毛主要学习了世界地理和世界历史，第一次看到了世界地图，研究了斯宾塞的《逻辑》专著等:59-61。

## 湖南省立第一师范

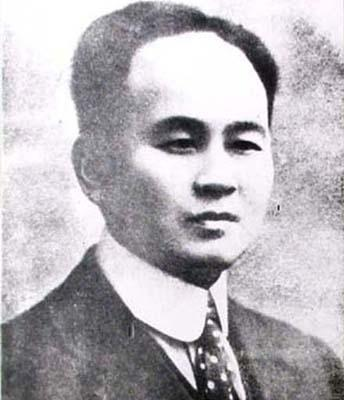
毛澤東的老师兼岳父杨昌济

1936年，毛澤東和老师徐特立在陕北的保安

毛澤東的图画课老师谭柄锷

1913年春，毛澤東開始認真思索前程，認為最適合於教書，同時因父親不同意他自修，拒絕供給費用，生活十分困難，於是決定報考不收学费、膳宿費低廉之师范學校，考入湖南省立第四師範學校預科；10月至12月，毛澤東聽課時記萬餘言之《講堂錄》，主要是國文課和修身課筆記，涉及哲學、史地、古詩文、數理等，記錄較多古今名人治學、處世、治國和倫理道德言行，凡典故、詞義、要旨和警句，都分條寫出，有內容突出理想情操，求實好學，不務虛名；以楷書全文抄錄屈原《離騷》和《九歌》；國文教員袁仲謙嫌毛澤東之作文像新聞記者，認為不應學梁啟超文風，而應研讀唐宋八大家尤其是韓愈文章；毛澤東買《昌黎先生集》，精心鑽研，學會古文文體:14。由于家里不供应生活费，毛澤東在会馆呆不下去了，开始寻找新去处。一日，他看到了湖南公立第四师范的招生广告，“不收学费、膳食低廉”，他除了自己写作文报考，同时还替两人写了作文报考，结果三人都被录取了:61。
1914年2月，省立第四師範學校合并於湖南省立第一师范学校；3月，毛澤東編入一師預科第三班，和四師轉來的同學一樣重讀半年預科；秋，毛澤東被編入本科第八班；對毛澤東影響最深之教員是楊昌濟和徐特立：楊教授教育學、倫理學等，努力教育學生要公正、有道德、有益於社會；徐教授教育學、各科教授法和修身等，治學嚴謹；教員袁仲謙、黎錦熙、王季范、方維夏等，對毛澤東之學業和思想也有相當幫助和影響；學校課程多，毛澤東專心於哲學、史地、文學等；毛澤東注重自學，精心安排自學計劃，讀書不倦，有時通宵不眠；對於所學，力求深入，融會貫通:15。湖南公立第四师范合并到湖南省立第一师范，毛澤東在湖南省立第一师范读了5年书，他结识了老师杨昌济、孔昭绶、方维夏、徐特立、袁吉六、易培基、饶伯斯、费尔康、黄澍涛、雷明亮、王立庵等，结识了同辈学生蔡和森、萧子升、萧三、李立三、陶斯咏、向警予、何叔衡、张昆弟、罗学瓚、陈章甫、郭亮、蔡畅、李维汉、罗章龙、周世钊等。:61:30-40
在湖南省立第一师范，毛澤東喜欢社会科学，厌恶自然科学。:62 在一次写生课上，他画了一条直线，上面有个半圆，表示“半壁见海日”；另外一次写生课，画蛋，他画了一个圆圈，结果图画课只有40分，图画课老师是谭柄锷。:62:26-30
毛澤東喜欢梁启超的文体，在作文课上被老师袁吉六批评说是“新闻记者的手笔”，并且叫借给他一套韩愈的文集，告诫他：“古文之兴，盛于唐宋，唐宋八大家，又以昌黎先生开千古文风之滥觞，读通了韩文，就读通了古文，也就懂得什么是真文章。你的文章，缺的就是古之大家的凝练、平稳、含蓄、从容，如满弦之弓，只张不驰，令人全无回味，这是作文的大忌！”他钻研了韩愈的文章，学会了古文。:62毛澤東的伦理学老师是杨昌济，一次，他写了一篇《心之力》的文章，得了100加5分。:62:30
2006年，芷江侗族自治县档案馆发现了毛泽东在湖南省立第一师范学校读书时的原始学籍档案：《湖南省立第一师范学校职员学生一览表》。这份档案的日期为“民国四年八月”即1915年的8月。在学生名单“二级三班”上写着：“毛泽东、润之、二一、湘潭、清宁镇韶山、百九十里、湘潭银田市长庆和号”。
第二年的暑假，老师汤增璧给毛澤東一些《民报》阅读，毛澤東看到上面中国学生周游列国的故事，深受启发，但是由于没钱，决定在湖南旅行。毛澤東开始徒步旅行，同行者萧子升，他们游历了湖南宁乡县、安化县等5个县，没有花一分钱。
一次，杨昌济推荐毛澤東看胡林翼（字润芝）的《胡文忠公全集》，毛澤東阅读后改字“学润”，经杨昌济建议改字“润芝”，也写作“润之”。1915年一日，毛澤東在报纸上刊登了“二十八画生征友”的新闻，得到三个半人的响应，一个是罗章龙，两个青年，半个是李立三。:63
毛澤東在湖南省立第一師範讀書，在同學中外號「時事通」；1916年7月寫信給學友蕭子升，毛澤東斷言，中日之間，「二十年內，非一戰不足以圖存，而國人猶沉酣未覺，注意東事少。愚意吾儕無他事可做，欲完自身以保子孫，止有磨礪以待日本」:14。
毛澤東在第一师范注重体育锻炼，经常雨中爬岳麓山，晴天在湘江游泳。:64 在游泳时，他写下了一首对联：
1917年，毛澤東受到陈独秀《新青年》的影响，和蔡和森、萧子升等成立了“新民学会”。同时，他们组织成立了工人夜校，免费上课。:32
据萧三写的毛泽东传记，这一时期，毛泽东在日记里写下了：“与天奋斗，其乐无穷！与地奋斗，其乐无穷！与人奋斗，其乐无穷！”
毛澤東曾带领同学驱逐校长张干，带领学生躲过袁世凯的下属汤芗铭的逆书事件，同时，他还组织学生训练了学生军。:214-235
1917年11月18日，北洋军阀、湖南都督傅良佐带着护法战争中的残兵败将来攻打长沙，毛澤東、蔡和森、萧子升等组织湖南省立第一师范的学生军用智取的方式战胜了这股军队，校长孔昭绶事后写下了“全校师生皆曰：毛泽东通身是胆”。
毛澤東的湖南省立第一师范一共读了5年，花费了160元，三分之一用在订报纸上，每月一元，常常还在书摊买杂志买书，这也培养了他读报的习惯。在湖南省立第一师范，毛订立了规矩“三不谈”：“不谈金钱，不谈男女，不谈家庭琐事”。:651918年6月，毛澤東在湖南第一師範毕业:36。7月，蔡和森致信毛澤東促其盡快赴京：「吾輩須有一二人駐此，自以兄在此間為最好。……兄對於會務，本有經綸天下之大經、立天下之大本的意趣，弟實極其同情……自由研究以兄為之，必有多少成處，萬不至無結果。」:37潤兄七月二十六日信「所論才、財、學三事，極合鄙意。究竟我們現所最急者，是一財字；而才次之；而學則無處不有，無時不可以自致。然非學無以廣才，非才無以生財」:37。8月15日，毛澤東同蕭子升、羅學瓚、羅章龍、陳贊周等20多名準備赴法勤工儉學之青年離長沙去北京:38。8月間，毛澤東作出湖南學生留法勤工儉學計劃，同蕭子升等駐北京主持湖南青年留法勤工儉學工作:38。

## 在北京大学

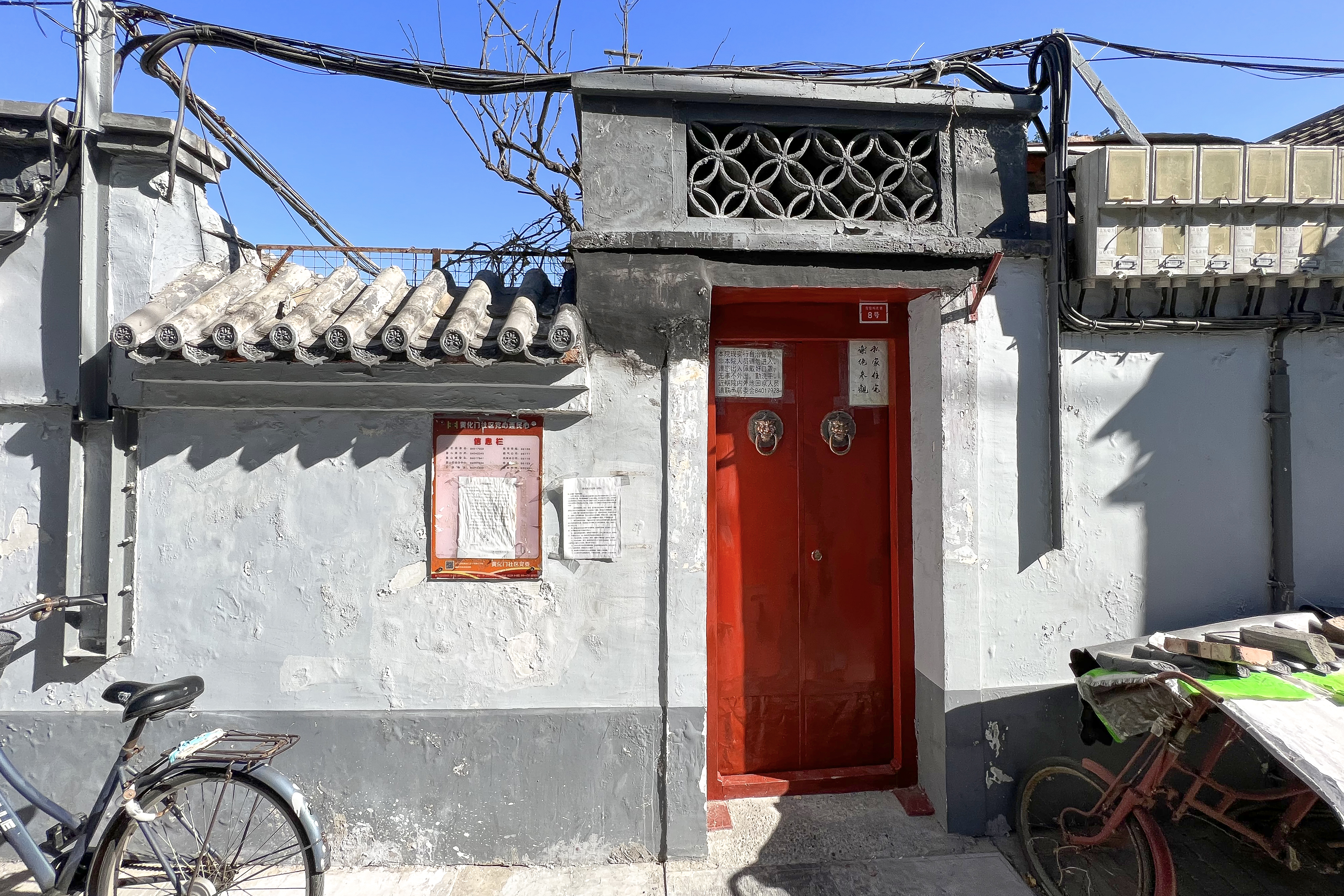
毛泽东第一次来京居住地旧址

1918年夏天，毛澤東和一些学生远赴北京，募捐善款资助学生留学欧洲:66。10月，經楊昌濟介紹，認識北京大學圖書館主任李大釗；徵得蔡元培同意，被安排在圖書館當助理員（根据考证，毛泽东的职务名为“书记”，广为流传的管理员或助理员源于对斯诺《红星照耀中国》“assistant”一词的翻译），負責登記新到報刊和閱覽人姓名，月薪8塊銀元；由於工作關係，時常到李大釗處請教，讀到傳播馬克思主義之書刊，並參加李大釗組織之學生研討各種新思潮活動；期間曾與在北京之新民學會會員，邀請蔡元培、陶孟和、胡適分別在北大文科大樓談話，主要談論學術和人生問題；還同北大學生区声白討論無政府主義和它在中國之前景；此時毛澤東同楊昌濟女兒楊開慧成為摯友:38-39。
1919年1月25日，北京大學哲學研究會成立，毛澤東參加並旁聽北大之課程；2月19日，毛澤東參加北京大學新聞學研究會改組大會；毛澤東在研究會聽《京報》社長邵飄萍講授《新聞工作的理論與實踐》課程，曾多次拜訪邵飄萍，並得到邵經濟上接濟；3月12日，因母親病重，毛澤東從北京動身回湖南；3月14日，到達上海:40。3月15日，毛澤東在上海參加環球中國學生會召開之赴法留学学生歡送會；4月6日，毛澤東由上海回到长沙，對母親親侍湯藥:40:67。

## 驱张运动
1918年4月，皖系军阀张敬尧和直系军阀吴佩孚带兵占据湖南，随后，张敬尧被段祺瑞任命为“湖南督军”兼“省长”，张敬尧烧杀抢掠、掠夺财富、压制言论自由，无恶不作，湖南人称他为“堂堂呼张，尧舜禹汤，一二三四，虎豹豺狼，张毒不除，湖南无望。”此时，毛澤東在《湘江评论》担任主笔，并且帮助创办了文化书社，毛澤東领导学生罢课反对湖南督军张敬尧，结果《湘江评论》被张敬尧查封:69-71。随后，毛澤東再次远赴北京，担任新民学会的代表，宣传反对张敬尧和军阀的活动，并且担任一个通讯社的社长:69-71。
1919年4月，毛澤東回湖南後，主持新民學會會務；為解決生活問題和便於工作，毛澤東住到長沙修業小學，教歷史課，並聯絡長沙教育界、新聞界和青年學生:40-41。5月4日，五四運動在北京爆發，消息傳到湖南，全省震動，毛澤東聯繫新民學會會員、各校學生骨幹分子、新聞界教育界代表人物交換看法，提意見在湖南開展愛國運動；5月中旬，北京學生聯合會派鄧中夏到湖南聯絡，向毛澤東、何叔衡等介紹北京學生運動情況，並商討恢復和改組原湖南學生聯合會；5月23日，毛澤東約蔣竹如、陳書農、張國基等到第一師範後山操坪，商談響應北京學生運動，與北京學生採取一致行動；議定：每一學校推舉一個或兩三個代表，於5月25日上午到楚怡小學開會；連日來，毛澤東到一師、商業專門學校、明德中學等校，向學生骨幹提出：一、反帝愛國方向要明確，力爭山東主權完整，反對北京政府賣國政策；二、要有統一組織，使力量集中；三、要準備對付張敬堯所施加的壓迫；5月25日，毛澤東同蔣竹如、陳書農等與各校學生代表易禮容、彭璜、柳敏等二十餘人在楚怡小學開會，由毛澤東介紹鄧中夏與各校代表見面，鄧中夏報告北京學生運動經過，希望湖南學生總罷課，聲援北京學生，會議決定：成立新的湖南學生聯合會；發動學生總罷課，以推動運動:41。5月28日，新的湖南學生聯合會成立；不日，學聯改選，新民學會會員彭璜任會長；毛澤東經常到學聯同負責人研究問題，指導工作:41-42。6月，毛澤東同學聯幹部，利用暑期放假，組織青年學生到城鄉、車站、碼頭，作愛國反日宣傳；7月初，毛澤東同何叔衡、熊楚雄等人，在長沙送別徐特立等十八人經武漢、上海赴法；7月9日，在毛澤東指導下，由湖南學聯發起之湖南各界聯合會成立，聯合會以「救國十人團」為基層組織:42。7月14日，湖南省學聯刊物《湘江評論》創刊，毛澤東為主編和主要撰稿人，「以宣傳最新思潮為宗旨」；毛澤東為創刊號撰寫創刊宣言及長短文二十餘篇，揭露和抨擊帝國主義和封建勢力；毛澤東反對各種強權，主張平民主義，用群眾聯合之方法，向強權者做持續的「忠告運動」，實行「呼聲革命」、「無血革命」；在《陳獨秀之被捕及營救》一文中，他指出：當前的中國危險在於「思想界空虛腐敗到十二分」，人們「迷信神鬼，迷信物象，迷信運命，迷信強權。全然不認有個人，不認有自己，不認有真理」，是科學思想不發達和政治不民主之結果；文章推崇陳獨秀，稱之為“思想界的明星”:42-43。7月21日，《湘江評論》第二號出版，刊載毛澤東《民眾的大聯合》一文，在該刊第三號、第四號繼續連載；文章宣傳反封建之民主革命思想，民眾大聯合是改造國家、改造社會之根本方法；文章要求工人、農民、學生、教師、警察、車夫各色人等聯合起來，仿效別國革命；文內也反映毛澤東對馬克思主義和無政府主義之看法，認為：聯合以後的行動，有兩派，一派是很激烈的，主張「以其人之道還治其人之身」，其首領是德國馬克斯；一派是較為溫和，思想「更廣，更深遠」，其首領為俄國克魯泡特金；《民眾的大聯合》在當時進步思想界有相當影響；北京《每周評論》說，此文「眼光很遠大，議論也很痛快，確是現今的重要文字」；北京、上海、成都等地報刊轉載文章:43-44。同日毛在《湘江評論》臨時增刊第一號發表《健學會之成立及進行》，贊揚戊戌維新時期湖南思想活躍，同時指出那時思想界存在自大、空虛、「中學為體，西學為用」、以孔子為中心等弊端，批評那時思想「多是空空洞洞，很少踏著人生社會的實際說話」，「不容易引入實際去研究實事和真理」，文章提倡「研究」「批評」之精神和學術之自由討論，認為沒有批評精神，就會做他人奴隸；對於孔子，單就其統治中國思想界不能自由、使人們做了兩千年偶像之奴隸來說，也是不能不反對；8月4日，《湘江評論》第四號出版:44。8月中旬，由於湖南學生聯合會領導長沙群眾舉行焚燒日貨，張敬堯的軍警包圍湖南學生聯合會，脅迫彭璜停止反日愛國運動，張貼布告，解散學聯，查封《湘江評論》，并闖入湘鄂印刷公司，將剛印出的《湘江評論》第五號沒收；由於事先得知張有此舉，毛澤東布置學聯職員離開，重要文稿和學聯印信移走，未受損失；當晚毛澤東同留守之學聯骨幹在何叔衡處開會，決定六條：各校學生暫不用學聯名義；學聯活動要秘密進行；將查封《湘江評論》情況通告報界；要回鄉學生宣傳張敬堯的暴行；函達全國學聯和各界聯合會爭取支援；積極準備驅張；此後毛澤東和學聯其他負責人到岳麓山繼續革命活動；在毛澤東影響和幫助下辦起來之湘雅醫學專門學校之《新湖南》、周南女校之《女界鐘》和修業小學之《小學生》等刊物，仍繼續出版:44-45。9月，毛澤東带领新民学会会员，透过湖南学生联合会，组织学生和进步人士发动“驱张运动”，在全国各地得到了积极响应。10月5日，母文氏病逝，毛澤東聞訊立即從長沙趕回韶山:45。毛澤東的母亲因结核性淋巴结炎逝世:65:34。10月8日，在母親靈位前寫成《祭母文》，祭文追述慈母勤儉持家、愛撫子女、和睦鄰里等優良品德:45-46：「呜呼吾母，遽然而死。寿五十三，生有七子。七子余三，即东民覃。其他不育，二女二男。育吾兄弟，艰辛备历。摧折作磨，因此遘疾。中间万万，皆伤心史。不忍卒书，待徐温吐。今则欲言，只有两端。一则盛德，一则恨偏。」「吾母高風，首推博愛。遠近親疏，一皆覆載。愷惻慈祥，感動庶匯。愛力所及，原本真誠。不作誑言，不存欺心。整飭成性，一絲不詭。手澤所經，皆有條理。頭腦精密，劈理分情。事無遺算，物無遁形。潔凈之風，傳遍戚里。不染一塵，身心表裡」:45-46「五德荦荦，乃其大端。合其人格，如在上焉。恨偏所在，三纲之末。有志未伸，有求不获。精神痛苦，以此为卓。天乎人欤，倾地一角。次则儿辈，育之成行。如果未熟，介在青黄。病时揽手，酸心结肠。但呼儿辈，各务为良。又次所怀，好亲至爱。或属素恩，或多劳瘁。大小亲疏，均待报赉。总兹所述，盛德所辉。必秉悃忱，则效不违。致于所恨，必补遗缺。念兹在兹，此心不越。养育深恩，春晖朝霭。报之何时，精禽大海。呜呼吾母！母终未死。躯壳虽隳，灵则万古。有生一日，皆报恩时。有生一日，皆伴亲时。今也言长，时则苦短。惟挈大端，置其粗浅。此时家奠，尽此一觞。后有言陈，与日俱长。尚飨！」；並作泣母靈聯兩副：疾革尚呼儿，无限关怀，万端遗恨皆须补；长生新学佛，不能住世，一掬慈容何处寻？春风南岸留晖远；秋雨韶山洒泪多:45-46。毛澤東意識到「世界什麼問題最大？吃飯問題最大」，表示今後要「踏着人生社會的實際説話」，「研究實事和真理」:16。
1920年6月11日，张敬尧被谭延闿攻打而大败，6月26日，张敬尧逃出湖南省。

## 湖南省独立运动
1919年，毛澤東再度前往上海，他和陈独秀讨论了“改造湖南联盟”的计划，紧接着，毛澤東回到长沙，组织联盟，他一边担任一师附小主事并兼任师范部22班国文教员，一边在新民学会活动，主要任务是争取湖南省独立。:69-71 谭延闿不久被赵恒惕赶下台，赵恒惕提出“联省自治”，实质上却镇压民主运动。:69-71毛澤東在《新湖南》发表文章鼓吹改革。:69-71
1920年1月，杨昌济在北京病逝，临终前写信给广州军政府秘书长章士钊推荐毛泽东和蔡和森：“吾郑重语君，二子海内人才，前程远大，君不言救国则已，救国必先重二子”。
1920年，毛澤東组织示威游行，被赵恒惕的警察镇压:69-71。3月，毛澤東和老师黎锦熙讨论湖南省自治运动的问题：
1920年9月3日，毛澤東在湖南长沙《大公报》发表文章《湖南建设问题的根本问题——湖南共和国》：

## 转向马克思主义
1920年4月，在北京组织驱张运动。4月11日，毛泽东离开北京去上海，途中参观曲阜孔子故居、登泰山。毛泽东回忆：“我第二次到北京期间，读了许多关于俄国情况的书。我热心地搜寻那时候能找到的为数不多的用中文写的共产主义书籍。有三本书特别深地铭刻在我的心中，建立起我对马克思主义的信仰。”“到了一九二〇年夏天，在理论上，而且在某种程度的行动上，我已成为一个马克思主义者了，而且从此我也认为自己是一个马克思主义者了。”:69-71
5月，毛泽东到达上海。1920年6月，毛泽东为革命运动和组织学生赴欧洲勤工俭学，找章士钊帮助，章士钊筹措了两万银元交给毛泽东。7月，毛泽东回到长沙，参与发起成立长沙文化书社。7月，留法的新民学会会员蔡和森与萧子升发生争论，蔡和森8月和9月写给毛泽东两封长信，认为“要明目张胆正式成立一个中国共产党”。
1920年9月，湖南第一师范学校校长易培基聘请毛泽东担任一师附小的主事。毛泽东住在朱劍凡创办的周南女中教工宿舍。
1920年10月下旬-11月上旬，在长沙参与主办了罗素、蔡元培、张东荪、李石岑、杨端六等中外学者的公开讲座，并担任长沙《大公报》特邀演讲速记员与评论撰稿人。对罗素在长沙的讲演《布尔什维克与世界政治》，毛澤東听后反倒是更倾向于马克思主义：

我对子升和笙两人的意见。【用平和的手段，谋全体的幸福】在真理上是赞成的，但在事实上认为做不到。罗素在长沙演兑，意与子升及和笙同，主张共产主义，但反对劳农专政，谓宜用教育的方法使有产阶级觉悟，可不至要妨碍自由，兴起战争，革命流血。但我于罗素讲演后，曾和殷柏，礼容等有极详细之辩论。我对于罗素的主张，有两句评语：“论上说得通，事实上做不到”。罗素和子升和笙主张的要点，是“用教育的方法”。但教育一要有钱，二要有人，三要有机关。现在世界，钱尽在资本家的手，主持教育的人尽是一些资本家，或资本家的奴隶。总言之，现在世界的学校及报馆两种最主要的教育机关，又尽在资本家的掌握中，现在世界的教育是一种资本主义的教育。以资本主义教育儿童，这些儿童大了又转而用资本主义教育第二代的儿童。教育所以落在资本家手里，则因为资本家有“议会”以制定保护资本家并防制无产阶级的法律，有“政府”执行这些法律，以积极的实现其所保护与所禁止。有“军队”与“警察”，以消极的保障资本家的安乐与禁止无产者的要求。有“银行”以为其财货流通的府库。有工厂以为其生产品垄断的机关。如此，共产党人非取政权，且不能安息于其守下，更要能握得其教育权；如此资本家久握教育权，大鼓吹其资本主义，使共产党人的共产主义宣传，信者日见其微。所以我觉得教育的方法是行不通的。我看俄国式的革命是无可如何的山穷水尽诸路皆走不通的一个变计。并不是有更好的方法弃而不采，单要采取这个恐怖的方法。

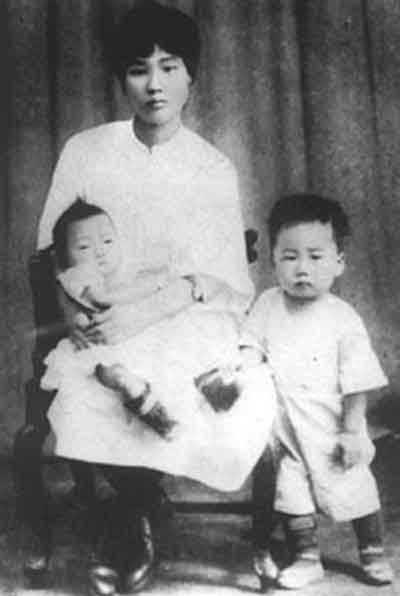
毛澤東的妻子杨开慧。

1920年11月25日，毛澤東復信旅居法國之向警予：「湖南自立為國，務與不進化之北方各省及情勢不同之南方各省離異，打破空洞無組織的大中國，直接與世界有覺悟之民族攜手，而知音絕少……多數人莫明其妙，甚或大驚小怪，詫為奇離……幾個月來，已看透了。政治界暮氣已深，腐敗已甚，政治改良一途，可謂絕無希望。吾人惟有不理一切，另辟道路，另造環境一法」:71。同日毛澤東復信羅章龍，強調湖南問題之解決，新民學會之結合，都要有明確之主義：對於湖南問題，「我雖然不反對零碎解決，但我不贊成沒有主義頭痛醫頭腳痛醫腳的解決」；主張湖南自立為國，「這實是進於總解決的一個緊要手段，而非和有些人所謂零碎解決實則是不痛不癢的解決相同」；「中國壞空氣太深太厚，吾們誠哉要造成一種有勢力的新空氣，才可以將他斢換過來。我想這種空氣，固然要有一班刻苦勵志的『人』，尤其要有一種為大家共同信守的『主義』，沒有主義，是造不成空氣的。我想我們學會，不可徒然做人的聚集，感情的結合，要變為主義的結合才好。主義譬如一面旗子，旗子立起了，大家才有所指望，才知所趨赴」。:71-72。冬，毛泽东和杨开慧结婚，结婚地址是一师附小主事室，证婚人是楚怡校长陈润霖，主婚人是一师校长易培基；而他的父亲毛贻昌因为伤寒在该年逝世:69-71。
11月，毛泽东应陈独秀函约，在长沙发起创建了秘密的中国共产党早期组织（一般称为长沙共产主义小组）。同月发起创建社会主义青年团。12月，毛泽东复蔡和森8月信，对蔡和森的观点“表示深切的赞同”。1921年1月，毛泽东复蔡和森9月信，表示“你这一封信见地极当，我没有一个字不赞成。”
1921年2月，毛澤東回韶山過春節時對弟妹們説：「國亂民不安生，要拾家為國，走出去幹點事。家裡的房子可以給人家住，田地可以給人家種。我們欠人家的錢一次還清，人家欠我們的就算了。那幾頭牛，還是讓別人去餵，要春耕了，人家用得着。剩下的穀子，春耕時糶給上下屋場的人吃。」:33夏，毛澤東受聘为湖南第一师范学校的国文教员。
1921年6月，毛澤東作为湖南代表到上海参加中国共产党第一次全国代表大会。

### 引用
1. ↑  张万禄.  上. 西安: 陕西人民出版社. 2017-01: 58. ISBN 978-7224121315.
2. ↑  白冰. . 中共中央党史和文献研究院.   [2024-08-15]. （原始内容存档于2024-08-15）.
3. ↑  许纪霖、朱政惠 (编). . . 长春: 吉林出版集团. : 401–403. ISBN 978-7-80762-798-2.
4. ↑  程曦敏. . 中国共产党新闻网.   [2024-04-13]. （原始内容存档于2021-09-27）.
5. ↑  中共中央文献室 (编). .  第七卷. 人民出版社. 1999-06: 17. ISBN 978-7-01-002870-5.
6. 1 2 3 4 5 6 7 8 9 10 11 12 13 14 15 16 17 18 19 20 21 22 23 24 25 26 27 28 29 30 31 32 33 34 35 36 37 38 39 40 41 42  趙福亭、吳正裕、黃允升、蔡釗珍、田逢祿、張素華、李捷、蔣建農. 中共中央文獻研究室編，主編逄先知，副主編馮蕙、姚旭、趙福亭、吳正裕 , 编. . 北京: 人民出版社、中央文獻出版社. 1993. ISBN 7-01-001818-9.
7. 1 2  中共中央文獻研究室，逄先知、金沖及主編 (编).  香港第一版. 香港: 中和出版. 2011. ISBN 978-988-15116-8-3.
8. 1 2 3 4 5 6  蒋昌起. . 长沙市: 湖南文艺出版社. 2009. ISBN 9787540443320 （中文（中国大陆））.
9. 1 2 3 4 5 6 7 8 9 10 11 12 13 14 15 16 17 18 19 20 21 22 23 24 25 26 27 28 29 30 31 32 33 34 35 36 37 38 39 40 41 42 43 44 45 46  胡绳、张岱年等编辑，斯诺著. . 同心出版社. 1996. ISBN 7-80593-150-X （中文（中国大陆））.
10. 1 2 3 4 5 6 7 8 9 10 11 12 13 14 15 16 17 18  罗斯·特里尔. . 北京市: 中国人民大学出版社. 2010. ISBN 9787540443320 （中文（中国大陆））.
11. 1 2 3 4  . 新华网.   [2011-01-18]. （原始内容存档于2011-01-28） （中文（中国大陆））.
12. 1 2  . 新浪网.   [2008年4月25日]. （原始内容存档于2008-05-03） （中文（中国大陆））.
13. ↑  . 湖南网. （原始内容存档于2015年6月4日） （中文（中国大陆））.
14. 1 2 3 4  本書編寫組.  初版. 中華書局（香港）. 2022.
15. ↑  逄先知、金冲及. . 北京: 中央文献出版社. 2011. ISBN 978-7-5073-3165-3 （中文（中国大陆））.
16. 1 2 3 4 5 6 7 8 9  《首都经济信息报》，北京，1995年9月5日
17. 1 2  . 腾讯网.   [2009年11月1日]. （原始内容存档于2013年9月11日） （中文（中国大陆））.
18. 1 2 3  . 潇湘晨报.   [2007-08-26] （中文（中国大陆））.[永久]
19. 1 2 3 4 5 6  . 新华网.   [2011年5月9日]. （原始内容存档于2011年5月12日） （中文（中国大陆））.
20. 1 2 3  毛泽东. . 长沙市: 湖南人民出版社. 2008年. ISBN 9787543855113 （中文（中国大陆））.
21. ↑  黄晖. . 长沙: 湖南人民出版社. 2009. ISBN 978-7-5438-4902-0 （中文（中国大陆））.
22. ↑  中华民国教育部编辑的中华民国七年（1918年）十月二十日出版的《教育公报》第五年第十三期上刊载了该期毕业生名单。
23. 1 2 3  . 常德晚报.   [2011-06-03]. （原始内容存档于2016-03-04） （中文（中国大陆））.
24. ↑  . 中国新闻网.   [2011年7月5日]. （原始内容存档于2011年7月28日） （中文（中国大陆））.
25. ↑  .   [2013-12-11]. （原始内容存档于2013-12-15）.
26. ↑  .   [2013-12-11]. （原始内容存档于2012-01-28）.
27. ↑  毛泽东：“给肖旭东、蔡林彬并在法诸会友的信”，《毛泽东书信选集》，中央文献出版社，2003年11月版，ISBN 7507314804

### 书籍
- 胡绳、张岱年等编辑，斯诺著，《回眸自我述人生：〈西行漫记〉》，同心出版社，1996年，ISBN 7-80593-150-X
- 毛泽东，《毛泽东早期文稿》，湖南人民出版社，2008年，ISBN 978-7-5438-5511-3
- 黄晖，《恰同学少年》，湖南人民出版社，2009年，ISBN 978-7-5438-4902-0
- 蒋昌起，《少年毛泽东：乡关》，湖南文艺出版社，2009年，ISBN 978-7-5404-4332-0
- 罗斯·特里尔，《毛泽东传》，中国人民大学出版社，2010年，ISBN 978-7-3001-2621-0
- 逄先知、金冲及主编，《毛泽东传》，中央文献出版社，2011年，ISBN 978-7-5073-3165-3